# Meerwaarde (Marx)

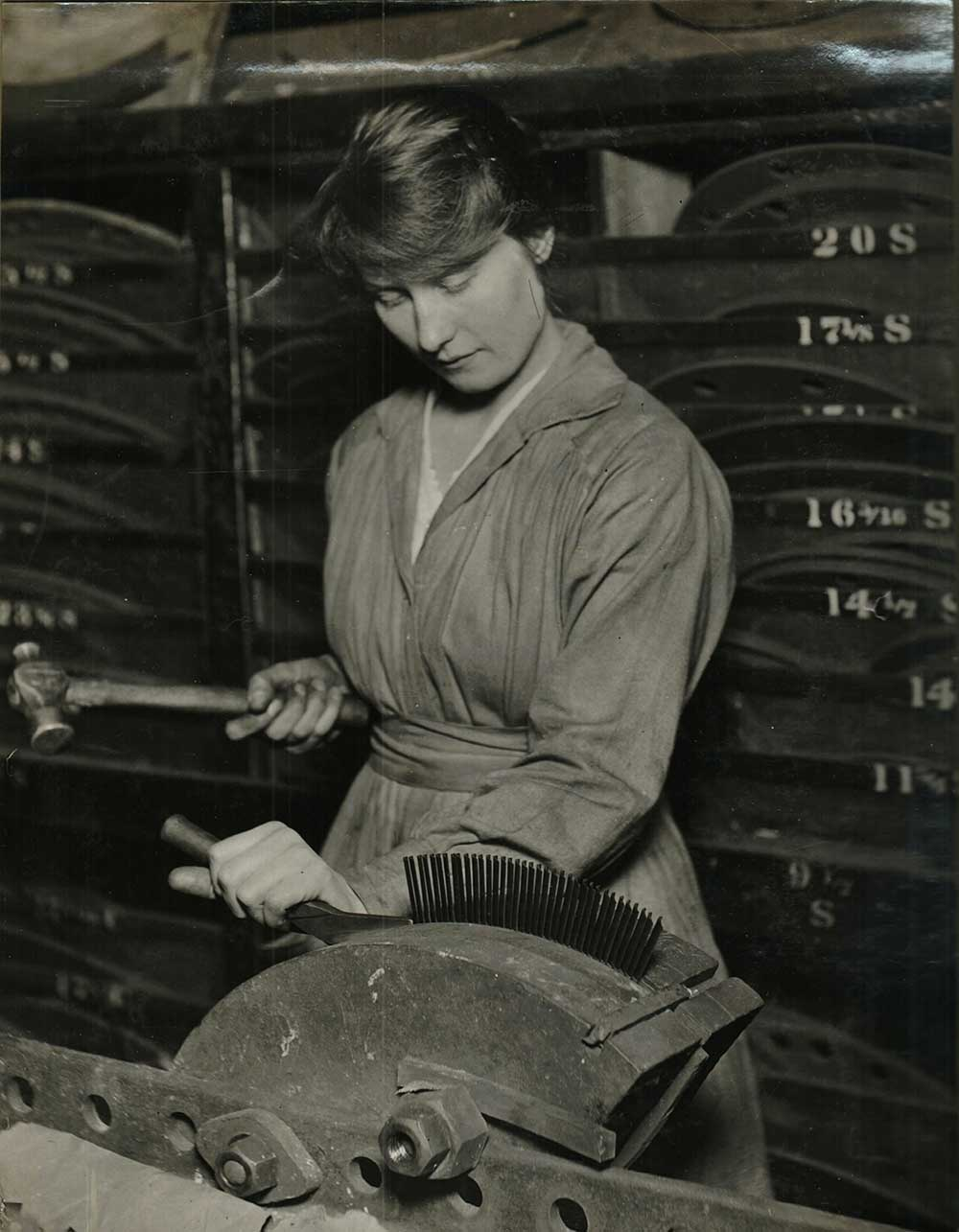
Fabrieksarbeidster, ca. 1914-1918.

Meerwaarde is de waarde die loonarbeid toevoegt aan de productie, boven de waarde die als loon wordt uitgekeerd. Het is een centraal begrip uit de economische theorie van Karl Marx, waarin het de verklaring biedt voor het verschijnsel winst.

## Overzicht
Een kapitalistische onderneming zet in het productieproces een kapitaal C in dat bestaat uit constant kapitaal c en variabel kapitaal v; C = c + v. Constant kapitaal c bestaat uit de waarde van grondstoffen, hulpstoffen en de afschrijving op gebruikte gereedschappen en machines. Het variabele kapitaal v is het loonfonds waarvan arbeidskracht gekocht wordt.
In de marxistische visie wordt uitgegaan van de arbeidswaardeleer, volgens welke alleen arbeid waarde kan toevoegen tijdens het productieproces. De termen constant en variabel kapitaal drukken dit principe uit: de waarde c gaat een-op-een over op het product, terwijl de waarde v wordt vermeerderd door arbeid. Aan het eind van het productieproces heeft de onderneming een product met hogere waarde dan C, te weten C' = c + v + m. In deze som is de nieuwe term m de meerwaarde, die voor de onderneming een bron is van winst, mits de onderneming de meerwaarde weet te realiseren op de markt.
De waarde v van arbeidskracht wordt door Marx gesteld op de vervangingswaarde van arbeidskracht: de kosten die de arbeider moet maken voor zijn levensonderhoud en dat van zijn gezin, met inachtneming van een algemeen geldende levensstandaard. Zo bezien komt de meerwaarde m voort uit onbetaalde meerarbeid, bovenop de arbeid die nodig is om de waarde van de arbeidskracht te vervangen, en vindt uitbuiting plaats. De mate waarin dit plaatsvindt is de meerwaardevoet of uitbuitingsgraad m/v. Bij een meerwaardevoet van 100%, bijvoorbeeld, werkt de arbeider de helft van de dag voor zichzelf, de andere helft voor de kapitalist.

## Absolute en relatieve meerwaarde
Met het concept meerwaarde in de hand kan de werkdag verdeeld worden in twee stukken, één waarin de loonarbeider gedurende de noodzakelijke arbeid zijn eigen loonkosten terugverdient, en één waarin hij meerwaarde produceert. Dit leidt tot diverse strategieën voor de kapitalist om de meerwaardevoet te verhogen. De eerste is de productie van absolute meerwaarde, het simpelweg verlengen van de werkdag. Aangezien er niet meer dan vierentwintig uur in een dag zitten, arbeiders niet de klok rond kunnen werken, en klassenstrijd omtrent de werkdag al vroeg tot arbeidstijdverkorting had geleid (in Groot-Brittannië werd voor minderjarigen een twaalfurige werkdag ingevoerd in 1833), is deze strategie beperkt inzetbaar.

Ontwikkeling van de reële lonen (rood) afgezet tegen de productiviteit (oranje) in de Verenigde Staten, 1947-2008.

Bij gebrek aan absolute meerwaarde moet de kapitalist op zoek gaan naar relatieve meerwaarde, die onder andere gecreëerd wordt door het arbeidsproces productiever te maken – waartoe vooral innovatie het geëigende middel is, later verder uitgewerkt door Schumpeter – of intensiever door bijvoorbeeld disciplinering van de arbeiders.
Een verdere methode om relatieve meerwaarde te verkrijgen is om de kosten van arbeid, dus de kosten van levensonderhoud van de arbeiders, te verlagen. Het probleem hiermee is dat een kapitalist in bijvoorbeeld de voedselsector of de woningbouw er niet per se belang bij heeft om zijn productiviteit te verhogen ten gunste van andere sectoren. Dus moet de kapitalistische klasse dit als geheel doen langs politieke weg: door sociale woningbouw te steunen of door het afdwingen van vrijhandel, die goedkopere levensmiddelen oplevert. Van dit laatste geeft Marx zelf het voorbeeld van de afschaffing van de Graanwetten, om de prijs van brood te drukken. David Harvey geeft een moderner voorbeeld: de import in de VS van goedkope goederen uit China om de Amerikaanse werkenden goedkoop levensonderhoud te verschaffen zonder de lonen te verhogen.

## Meerwaarde, winst en groei
In beginsel kan iedere onderneming de geproduceerde goederen te gelde maken op de markt, zodat de winst gelijk is aan de meerwaarde. De winstvoet (het rendement op investering) van de individuele onderneming is dan gelijk aan r = m / (c + v).

Het was Adam Smith echter al opgevallen dat de winstvoeten van ondernemingen neigen naar één enkel niveau, dat door concurrentie tot stand komt. Meer dan gemiddeld winstgevende branches, merkte Smith, trekken kapitaal aan (in de vorm van nieuwe ondernemingen, dan wel uitbreiding van de huidige), hetgeen leidt tot een daling van de prijzen. In minder dan gemiddeld presterende branches, daarentegen, vindt minder uitbreiding plaats en stoppen zelfs ondernemingen, zodat het aanbod van waren daalt ten opzichte van de vraag. Wat in Smiths model tot stand komt is een evenwichtsprijs voor elke waar, de natuurlijke prijs, gelijk aan (1+r)k. Smiths k is evenredig aan Marx' c+v, maar aangezien
{\displaystyle r={m \over c+v}={m/v \over c/v+1}},
hangt Marx' waardewinstvoet af van de m/v en de organische samenstelling van het kapitaal, c/v. Die laatste hangt weer af van de kapitaalintensiteit en dus de stand van techniek, die niet in alle bedrijfstakken gelijk is (techniek uit de ene tak laat zich niet zonder meer inzetten in een andere). De meerwaarde moet dus als het ware onder de kapitalisten verdeeld worden om de prijswinstvoeten gelijk te trekken; de vraag hoe dit gebeurt, heet het transformatieprobleem.
Met andere woorden is de meerwaardeleer niet een theorie van de prijsvorming. Wel verklaart het de herkomst van de winsten, en eveneens de groei: de maximale groei van een economie is begrensd door het totale maatschappelijke meerproduct gedeeld door de totale investering, M/(C+V).

## Begripsgeschiedenis
Hoewel de theorie van meerwaarde en meerarbeid nu vooral geassocieerd worden met Marx, waren varianten hiervan aanwezig bij de klassieke economen vanaf Adam Smith, die er een aanklacht tegen het 'onproductieve' grootgrondbezit mee formuleerden. De meest directe, pre-marxistische formulering van de meerwaardetheorie is te vinden bij de Ierse utilist William Thompson, die in 1824 schreef dat
"er geen andere bron van winst [kan] zijn dan de waarde, toegevoegd aan de grondstof door arbeid,"
en dat
"materiaal, gebouwen, machines, lonen, niets kunnen toevoegen aan hun eigen waarde. De toegevoegde waarde komt uit arbeid alleen voort."